# 玻利瓦尔解放力量
玻利瓦尔解放力量（西班牙語：Fuerzas Bolivarianas de Liberación，缩写为FBL）是委内瑞拉的一支左翼游击队，活动于毗邻哥伦比亚的阿普雷州上阿普雷区。该组织成立于1992年，当时取名为玻利瓦尔解放力量－解放军，后改现名。该组织的意识形态是玻利瓦尔主义、共产主义。该组织现有4000人。
该组织曾支持委内瑞拉前总统乌戈·查韦斯实行的“玻利瓦尔革命”，但该组织在2013年查韦斯去世后对玻利瓦尔革命的方向感到不满，并批评新总统尼古拉斯·马杜罗实行的经济政策。